# یک شهروند آمریکایی
«یک شهروند آمریکایی» (انگلیسی: An American Citizen) یک فیلم صامت آمریکایی در سبک کمدی رمانتیک و رمانتیک است که در سال ۱۹۱۴ منتشر شد. از بازیگران آن می‌توان به جان باریمور اشاره کرد. گمان می‌رود که این فیلم در حال حاضر از بین رفته باشد.